# Durstel
Durstel település Franciaországban, Bas-Rhin megyében. Lakosainak száma 419 fő (2022. január 1.). Durstel Asswiller, Drulingen, Adamswiller, Bettwiller, Rexingen és Tieffenbach községekkel határos.

## Népesség
A település népességének változása:
| Lakosok száma | 405  | 400  | 423  | 412  | 418  | 424  | 422  | 421  | 419  |
|               | 2013 | 2015 | 2016 | 2017 | 2018 | 2019 | 2020 | 2021 | 2022 |